# Teen Wolf – Farkasbőrben
A Teen Wolf – magyarul Farkasbőrben amerikai televíziós sorozat, alkotója Jeff Davis. A sorozat Az ifjú farkasember (Teen Wolf) című 1985-ös filmen alapul. Az Amerikai Egyesült Államokban 2011. június 5-én indult az MTV-n, Magyarországon pedig 2012. június 1-jén debütált az AXN-en.
A sorozat középpontjában egy átlagos középiskolás fiú, Scott McCall (Tyler Posey) áll, akit megharap egy vérfarkas, miközben egy félbevágott lány holttestét keresi az erdőben. Amikor Scott osztályába egy új lány, Allison Argent (Crystal Reed) érkezik, rögtön megtetszenek egymásnak; ezért Scott próbál normális életet élni: mindenki előtt titkolja, hogy vérfarkas, kivéve a legjobb barátját, „Stiles” Stilinskit (Dylan O’Brien), aki segít neki túljutni az életének és a testének a változásain, illetve egy másik titokzatos vérfarkast, Derek Halet (Tyler Hoechlin).
A Teen Wolf általánosan kedvező kritikákat kapott: a Metacritic 100-ból 61 pontot adott a sorozat első évadának. A premier összesen 2,17 millió nézőt vonzott az Egyesült Államokban.
A második évad 2012. június 3-án kezdődött az Egyesült Államokban. 2012. július 12-én felvették a Teen Wolf harmadik évadát is, ami 24 epizódos.

## Történet
|  | Alább a cselekmény részletei következnek! |

### 1. évad
Scott McCall (Tyler Posey) egy átlagos diák. Épp a lacrosse válogatóra készül, mikor legjobb barátja Stiles (Dylan O'Brien) elhívja őt, hogy éjszaka keressenek meg egy holttestet az erdőben. Scottot megharapja egy vérfarkas, aminek következtében ő maga is átváltozik. Ekkor érkezik az iskolába Allison Argent, aki rögtön megtetszik Scottnak, így hogy együtt lehessen a lánnyal (aki történetesen egy vérfarkasvadász család tagja) és a helyét is megtarthassa a lacrosse csapatban, Stileson kívül senkinek sem árulja el, hogy mi történt vele. Közben megismerkedik Derek Hale-el (Tyler Hoechlin), akiről azt hiszi, hogy ő az Alfa, aki megharapta, de amikor kiderül, hogy nem ő az, együtt erednek a rejtélyes alfa nyomába.
Derek megtudja hogy a titokzatos új alfa a nagybátyja Peter Hale, aki 6 évig kómában feküdt mivel Kate Argent (Jill Wagner) Allison nagynénje rájuk gyújtotta házukat, amelyben szinte az egész Hale család belehalt. Viszont farkas mivolta miatt a kóma alatt teljesen tudatánál volt, és ezalatt felesküdött, hogy bosszút áll mindenért. Viszont hogy teljesen felépüljön a kómából Beacon Hills-be csalogatta saját nővérét, akit megölt hogy alfává válhasson és hatalomhoz jusson.
Lydia Martint (Holland Roden) is sikerült megharapnia Peternek de kiderül hogy immunis a harapásra, ezért nem változik át. De attól a naptól fogva neki is megváltozik az élete hiszen rejtélyes látomások és hangok kezdik gyötörni. A harmadik évadban kiderül, hogy ő egy Benshee, vagyis a halál hírnöke és a sikolyok asszonya. Ez a folyamat azonban nagyon megnehezíti Lydia életét és próbára is teszi őt, hisz képességének köszönhetően folyamatosan holttestekre bukkan. Később egyre inkább megtanulja elfogadni és irányítani képességeit.
Az évad végén Peter bosszút áll Kate Argenten (kitépi a torkát) és Dereknek Scott-ték segítségével sikerül megölnie Petert, ami következtében Derek Hale lesz az új alfa.

### 2. évad
Dehhrek saját falkát kezd toborozni, mely során többek között farkassá akarja változtatni Jackson Whittemore-t (Colton Haynes). De szervezete ellenáll a farkas harapásnak és olyan alakot vesz fel amely a belsőjét tükrözi, kanimává a bosszú fegyverévé válik. Találni fog magának egy mestert aki irányítja és gyilkolni kezd.
Ezen gyilkosságok felkeltik Scotték figyelmét is, Stiles pedig apja tanítása ("Az első baleset, a második véletlen, a harmadik már minta.") alapján a mintát keresi. Meg is találja, így kiderül, hogy ki lett a kanima vagyis Jackson mestere. De mire sikerülne megállítani a tettest, Allison nagyapja Gerald a saját oldalára állítja először Allisont, majd megöli a kanima-mestert, hogy ő legyen az új mester. Végül Scottot is sikerül megzsarolnia. De Scottot előre figyelmeztették, miszerint Geraldnak van egy terve, így Dr. Deatonnel ő is tervet eszel ki, hogy megállítsa Geraldot. A terve sikerül, így Jacksont közös erővel megmentik és teljes vérfarkassá változtatják.
Közben Peter a síron túlról kísérti Lydiat, aki öntudatlanul feltámasztja őt. Így Peter visszatér és segít Scottéknak megmenteni Jacksont.

### 3. évad
Scott a nyarat tanulással töltötte, elhatározta, hogy jobb gyerek, diák, barát és farkas lesz, ezt nyomatékossá téve tetoválást varrat magának.  Ám a látszólagos nyugalmat furcsa állat balesetek zavarják meg, amit rossz előjelnek vesznek. Közben emberek tűnnek el, majd kerülnek elő holtan. Stiles arra gyanakszik, hogy valaki egy rituálé során feláldozta őket. A fő gyanúsítottak a városba érkező Alfa-falka tagjai. Az Alfa-falka vezetője Deucalion be akarja szervezni Dereket és Scottot is falkába, de nem jár sikerrel.
Nem sokkal ezután az is kiderül, hogy az új irodalomtanár Jennifer Blake valójában az a sötét druida, aki emberáldozatokat mutatott be azért, hogy legyen ereje leszámolni az Alfa-falkával. De Scott, Stiles és Allison keresztülhúzzák a számítását, amikor önmagukat feláldozva feltámasztják az ősi Nemetont, amely vonzza a természetfelettit.
Az évad 8. része egy különleges epizód, amely a múltban játszódik. A két szálon futó visszaemlékezés egyik felét Peter meséli el Stilesnak, ebből megtudhatjuk miért lett kék Derek farkasszeme. Gerald pedig Deucalionról mesél Scottnak, cserébe azért, hogy a fiú elvegye a fájdalmát, amit Scott meg is tesz. De se Stiles nem hisz Peter verziójában, sem Scott nem hisz Geraldnak.
A harmadik évad első felében rengeteg utalás történik arra vonatkozóan, hogy Scottból igaz alfa válhat. A félévadzáróban pedig legyőzi Jennifert, így méltóvá válik az igaz alfaságra.
Az évad második felében Scott immáron alfaként néz szembe az őt és barátait ért támadásokkal. Chris Argent kideríti, hogy az Onik a Nogitsunét, vagyis a gonosz rókaszellemet keresik, ami megszállta az egyiküket. Csakhogy a Nogitsune nem egy természetfeletti lényt szállt meg, hanem Stilest, akinek az elméjébe férkőzve annak legnagyobb félelmét használja fel ellene, így mindenkit azt hiszi, hogy Stiles haldoklik. Scott ekkor megígéri, hogyha nem lesz más lehetőség, akkor tenni fog valamit (megharapja Stilest). De a Nogitsune felveszi Stiles alakját és megszökik, majd ámokfutásba kezd. Elrabolja Lydiát, akit a többiek ki akarnak szabadítani, de a Nogitsune átvette a hatalmat az Onik felett, így velük kénytelenek harcolni, mely harc során Allison életét veszti. A többiek kénytelenek szembenézni a gyásszal, de még a Nogitsunet is le kell győzniük. Segítségükre lesz ebben az új diáktársuk, Kira is, maga is egy rókaszellem.
Mindeközben visszatér Scott apja a városba az FBI nyomozójaként, ami nem csak Scottnak okoz nehézséget, de Stilinski seriff állása is veszélybe kerül. Ezért a seriff immáron felvilágosultan, már-már megszállottan átvizsgálja minden régi ügyét, keresve a természetfelettire utaló nyomokat. Az egyik ügy egy kislány eltűnése nem hagyja nyugodni és Scottól kér segítséget. Rövid nyomozás után kiderül, hogy a lány egy teliholdas éjszaka vérprérifarkassá változott ezzel előidézve egy autóbalesetet, amiben az anyja és a húga meghaltak. A bűntudat pedig nem hagyta, hogy visszaváltozzon emberré, így nyolc évet állatalakban az erdőben élve töltött.
Peter pedig egy a nővére által elragadott emlék után kutat, amiben Lydia is a segítségére lesz, így megtudja, hogy van egy gyereke, aki történetesen Malia, a Scott által visszaváltoztatott vérpréri lány, aki történetesen Stiles-szal kezd el járni.

### 4. évad
Scott és Stiles életébe is beköltözik a szerelem. Míg Scott Kiraval kerül közelebb egymáshoz, addig Stiles Maliaval való kapcsolatát próbálja egyengetni, miközben titkolja a lány előtt, hogy Peter Hale az igazi apja. Ráadásul az egyetlen biztos pont, vagyis a lacrosse miatt is aggódhatnak, mert egy elsős Liam Dunbar mindenkinél jobban teljesít az év eleji felmérő edzéseken, így Scott csapatkapitányi helye veszélybe kerül. Stiles gyanakszik a fiúra, és Scott fülébe is bogarat ültet, így az edzésen durván szereli Liamet, akit ezért kórházba kell vinni.
Közben rejtélyes gyilkosság rázza meg Beacon Hillst, melyben kiirtanak egy egész családot, csak egy fiú éli túl, akit a kórházban kezelnek. Ám kiderül, hogy a fiú és a családja is emberevő wendigo volt, így mikor a fiú Scott anyjára támad Scott a segítségre siet, de a wendigo elkapta Liamet, Scott, hogy megmentse a fiút megharapja. Liam átváltozik vérfarkassá, ám csak ezután derül ki, hogy nem csak átjött egy másik suliból, hanem kirúgtak őt, mert agresszív volt és megrongálta egy tanára autóját. Így mikor a régi sulijuk ellen kell játszania Scott fél, hogy Liam leleplezi magát és a többieket is.
De nem ez az egyetlen gondjuk, ugyanis Derek eltűnt, és amikor megtalálják kiderül, hogy Kate Argent rabolta el, aki nemcsak túlélte Peter karmolását, de a karmolás vérjaguárrá is változtatta.
Lydia rábukkan egy listára, amin a Bacon Hills-i természetfeletti lények vannak felsorolva, akikre vérdíjat tűztek ki. A listán nem csak az ismert lények szerepelnek, hanem jó pár meglepetés név is, akik után több bérgyilkos is ered, úgy, mint a Néma, az Árvák, a Kémikus, de egész vadászcsaládok is. Mindezt egy magát Jótevőnek nevező ismeretlen megbízására.
Végül mindenkit hatalmas meglepetés ér, mikor kiderül, hogy ki áll Jótevő és a listája mögött. Chris Argent visszatér, hogy levadássza a húgát Katet, de segít Scottnak a bérgyilkosok ellen is. Derek pedig Kate ármánykodása miatt, jelentős változásokon esik át, amiknek visszavonhatatlan következményei lesznek. Utolsó tanácsként még biztosítja Scottot afelől, hogy jó alfája a falkájának.

### 5. évad
Gázálarcos támadók jelennek meg a különleges fiatalokra vadászva, illetve vegyes DNS-ekkel kimérákat fejlesztenek ki és egyben egyikőjük közül egy ősi szörnyeteget szeretnének újra életre kelteni. Rémdoktoroknak nevezik őket. Egy könyv segítségével jönnek rá, hogy lehet őket látni, és felidézni azokat az emlékeket, amelyek velük kapcsolatosak. Különlegesek frekvenciát használva az asztrálsíkon közlekednek, ezzel nagy nehézségeket okoznak Scott falkájának a harcban. Mindeközben megjelenik egy rejtélyes Theo nevű fiú, aki régen állítólag Scott-ék barátja volt, és most vérfarkasként szeretne csatlakozni a csapathoz. Azonban az ellenséges szálak kegyetlenül összefutnak és újjászületik a Geavudon-i fenevad...

### 6. évad
Az évad első felében Rémlovasok vagy a magyar szinkron szerint mondva Szellemlovasok kerülnek a városba, s ezt Lydia a Vad Hajszának nevezi. Szintén asztrálsíkon, villámcsapásokkal közlekednek. Scott falkájában egy új barátjuk által sikerül rácsatlakozniuk az asztrálsíkra. Aki látja őket, azokat levadásszák és kitörlik őket az életből. Stiles-szal is megtörténik, csak Lydia kezd nyomozásba. Ugyanis Stiles Lydiá-t megkérte emlékezni és a Banshee-erő ezt megpróbálja lehetővé tenni. A Rémlovasok elviszik egy nem létező vasútállomásra az áldozataikat, velük együtt Stiles-t is. A vasútállomásnál Stiles meglátja Peter Hale-t, akit úgyszintén elkaptak. Ha egy ember akar visszamenni, abba belehal. Ezért Peter magára vállalja a feladatot, hogy kimeneküljön és segítsen. Eközben Liam visszahozza Theo-t a föld alól, ahová Kira száműzte. Kiderül, hogy tud valamit a Rémlovasokról és rá nem hatott Stiles elfelejtése. Scott, Lydia, és Malia beül Stiles kocsijában egy dal alapján visszaemlékeznek az elveszett barátjukra. A visszaemlékezés visszahozza őt és együtt legyőzik a Rémlovasokat. A 10. epizód végén különválnak és elmennek egyetemre.

## Film
2022-ben bejelentették, hogy jövőre érkezik egy Teen Wolf film a Paramount Plus-ra Amerikában.

## Szereplők

### Főszereplők
| Karakter           | Színész          | Magyar hang        | Leírás |
| ------------------ | ---------------- | ------------------ | --- |
| Scott McCall       | Tyler Posey      | Markovics Tamás    | a sorozat főhőse, akit Peter Hale változtat vérfarkassá, majd a harmadik évadban saját erejéből válik igaz alfává, ami miatt sokan felfigyelnek rá. Legjobb barátja Stiles Stilinski, aki végig hűségesen barátja mellett marad és segíti őt a gonosz elleni küzdelemben. Scott átlagos tanuló, de a farkassá változása után többször is, több tantárgyból is bukásra áll, valamint sok az igazolatlan órája is. Új képességeit arra használja, hogy kezdőjátékos legyen a lacrosse-csapatba, de később Stiles-szal megegyeznek, hogy a pályán nem használja természetfeletti képességét. Scott falkájának tagjai: Stiles (a legjobb barát), Allison (vadász), Lydia (benshee), Kira (kitsune), Malia (vérpréri), Liam (Scott bétája), Mason (Liam barátja, aki sokat segít a csapatnak), Isaac (vérfarkas, eredetileg Derek falkájának a tagja), Derek (vérfarkas), Hayden (vérfarkas, Scott változtatja át, de rögtön ezután távozik is, viszont még az átváltoztatása előtt kiméraként segített Scottéknak), Corey (kíméra, Mason barátja). Továbbá dr. Deaton, aki druidaként Scott segítője és nem hivatalos küldötte. Anyjával, Melissával él együtt, miután apja elhagyta őket, amiért Scott neheztel rá. De később kiderül, hogy bonyolultabb dolgok álltak a háttérben, ezért megpróbálják rendezni a kapcsolatukat. Egy időre visszatér a városba, de miután újra elmegy is tartják a kapcsolatot, sőt sokszor segít Scottnak és falkájának. Scott szerelmi élete sem egyszerű, első szerelme Allison Argent, aki vérfarkasvadász családból származik. Ez pedig bélyeget nyom a kapcsolatukra, az állandó titkolózás és bujkálás miatt. Sőt a második évadban Allison anyja Viktoria majdnem meg is öli Scottot, de Derek megmenti őt. Az évad végén megegyeznek, hogy szünetet tartanak, de ha harmadik évadban nem sikerül tisztázniuk a dolgokat és végleg szakítanak. Ekkor Allison Isaachez kerül közelebb, Scott pedig találkozik Kira Yukimura-val, aki egy Kitsune (rókaszellem) és akivel az első pillanattól vonzódnak egymáshoz, de csak a negyedik évadban jönnek össze és egészen az ötödik évad végéig együtt is maradnak, ám ekkor Kirának el kell mennie, így magára hagyja Scottot. A hatodik évad második felében Scott és Malia kerülnek közel egymáshoz, az évad végére pedig már nyíltan vállalják kapcsolatukat, sőt Maliahoz főződő érzései hozzák vissza Scottot egy nehéz helyzetből. |
| Stiles Stilinski   | Dylan O’Brien    | Joó Gábor          | Scott legjobb barátja és segítője az egész történet alatt. Anyja, Claudia még gyermekkorában halt meg, frontotemporális demenciában. Apja Noah Stilinski, a város seriffje. Apjával nagyon szoros kapcsolatot ápol, hiszen csak egymásra számíthatnak. Az évadok során a seriff többször is életveszélybe kerül, amit Stiles nehezen visel, ezért többször is összekülönbözik Scottal. Stiles Scott falkájában az embereket képviseli, mégis képességeivel sokszor menti meg a csapatot. Tanárai elmondása alapján figyelemzavarral küzd, ezért képtelen kivételes eszét és tehetségét megfelelően kamatoztatni, például akkor, amikor a közgazdaságtan dolgozatban a körülmetélésről ad részletes leírást. Figyelemzavar ellen gyógyszert is szed, de ez még inkább felpörgeti. Apjától eltanult nyomozói technikákkal próbálja kideríteni, hogy ki az aktuális évad főgonosza. A végső ütközetektől általában távol marad, vagy próbálja barátait előnyhöz juttatni, segíteni. Egyetlen kivétel van, a 3. évad második felében, amikor a testét megszállj a gonosz rókaszellem, vagyis a Nogitsune. Ekkor frontvonalba kerül és miután barátai segítségével szétválasztják a rókaszellemtől, ő is elindul harcolni ellene. De ekkor sem erővel, hanem a rá jellemző ésszel győzi le a Nogitsunét. Az első évadtól Lydia Martinba szerelmes, de a lány folyton elutasítja. Így a harmadik és a negyedik évadban Malia Tale-el alkot egy párt, ám a lány nem tudja megbocsátani neki, hogy hazudott neki az apjáról, így szakítanak. Az ötödik évadban egyre közelebb kerül Lydiahoz, a hatodikban pedig össze is jönnek, sőt Stiles megmentésének kulcsa is a Lydiához fűződő szerelme lesz. |
| Allison Argent     | Crystal Reed     | Vágó Bernadett     | Christopher és Victoria Argent egy szem lánya, Gerard Argent unokája, Kate unokahúga. Egyenes ági leszármazottja Marie-Jeanne Valet-nek, az első vérfarkasvadásznak. Szülei titkolják előle, hogy valójában mivel foglalkozik a család. Bár tudta nélkül mégis vadásznak képzik, így Allison nyolc évig szertornázott, tud íjjal lőni, de más fegyverekhez is ért, ismeri őket. Az első évadban Allison nehezen viseli, hogy nem tudta megvédeni magát, amikor az Alfa rájuk támadt az iskolában, ráadásul az eset miatt Scottal is megromlik a kapcsolata. Ezt kihasználva Kate tanítani kezdi, majd bevezeti a vérfarkas-vadászat rejtelmeibe is. Az évad végén pedig ő is szembeszáll Peterrel. A második évadban nagyapja veszi a szárnyai alá, de Gerald gyűlölete a lényeg iránt elvakítja Allisont is, így ok nélkül brutálisan támad rá Derek falkájára. A harmadik évadban immáron apja patronálja, először megegyeznek, hogy kimaradnak a beacon hills-i természetfelettiből, de később új "kód" szerint védelmükbe veszik azokat, akik nem tudják megvédeni magukat. Sikerül rájönnie, hogy hogyan lehet végezni egy Onival, de végül belehal az összecsapásba. Mivel a családja sokat költözik, Allisonnak évet kell ismételnie, ezért szégyenli a születésnapját, mert egy évvel idősebb, mint a barátai, ekkor Scottal ellógnak az iskolából. Legjobb barátnője Lydia Martin. Az első évadban egy párt alkotnak Scott-tal, akivel akkor is kitart a szerelme, mikor a fiúról kiderül, hogy vérfarkas, ráadásul a szüleik is ellenzik a kapcsolatot. Ám később mégis eltávolodnak egymástól és szakítanak. Ezután Allison Isaachoz kezd vonzódni, de kapcsolatuk nem teljesülhet be, a lány halála miatt. Az ötödik évadban Allisont többször megemlítik barátai, a végzősök rituáléjában Scott az ő monogramját is felírja a többiek mellé. Az utolsó részben pedig, amikor a Fenevad Scottot fojtogatja és egy emlékképet lát Allisonról, aki nagyon hasonlított Marie-Jeanne, elengedi Scottot, ezzel lényegében Allison mentette meg Scott életét. |
| Lydia Martin       | Holland Roden    | Andrádi Zsanett    | elvált szülők egyke gyermeke. Anyjával él, akivel anyagi gondjaik vannak, ezért az anyukája az iskolában kezd el dolgozni, és el akarják adni a tóparti házukat, ahová sokáig Maila járt teliholdkor. Apját csak két alkalommal láthattuk, az első évadban a szülői értekezleten, majd a kórházban, miután Peter megtámadta Lydiát. Nagyanyjáról a 4. évadban tudunk meg többet és kiderül, hogy valószínűleg ő is benshee volt, de mikor megjósolta a legjobb barátnőjének halálát, de senki nem hallgatott meg rá, beleörült a történtekben és bezárták az Eichen házba, ahol megölték őt. Lydia nagyon népszerű az iskolában, több hódolója is van, köztük Stiles. Az első évadban Jackson barátnője, majd miután a fiú szakít vele a második évadban bonyolult a kapcsolatuk, de Lydia segít megmenteni őt. Ezután több futókapcsolata is lesz, hosszabb párkapcsolata a hatodik évadig csak Aidennel az alfa ikerpár egyik tagjával lesz. A hatodik évadban összejön Stiles-sal, de miután majdnem elveszítette őt, nem szól neki a várost fenyegető újabb veszélyről, hogy biztonságban tudja őt. Allison legjobb barátja. Együtt ismerkednek meg a természetfeletti világával, majd a harmadik évad végén megjósolja Allison halálát. Lydiát többször is elválasztják a többiektől, vagy szándékosan akadályozzák, hogy ne tudjon segíteni a barátainak az összecsapások során. Az évadok előrehaladtával egyre jobban megismeri és irányítja erejét, Parrishtől önvédelmi órákat is vesz, amely során erős kapocs alakul ki közöttük, így a későbbiekben többször is megmentik egymást. Lydia több mint a népszerű, de felszínes lány a suliból, vagy egy halált megérző benshee, nagyon intelligens, 160 feletti IQ szinttel. Rendkívül jó a probléma megoldó és emlékező képessége van, amiért nagyon jó párost alkotnak Stiles-szal, többször is kettejük közös ötlete menti meg a helyzetet. Emellett több nyelven is beszél, anyanyelve az angol mellett, spanyolul és új-, és ólatinul is. |
| Jackson Whittemore | Colton Haynes    | Moser Károly       | a lacrosse-csapat korábbi kapitánya, társkapitány. Lydiához hasonlóan ő is népszerű. Szülei örökbefogadták. Mikor Derek az Alfaként megharapja őt, nem vérfarkassá, hanem a Kanimává, egy gyilkos, kígyószerű lénnyé változik, ami a bosszú fegyvere: a Kanimának szüksége van egy mesterre, aki irányítja őt, és arra használja, hogy bosszút álljon vele másokon. Jackson nem tudja, hogy ő a Kanima. |
| Kira Yukimura      | Arden Cho        | Lamboni Anna       | Kira a harmadik évadban bukkan fel. Kira egy kitsune mint később kiderül az anyja hozta létre a Nogitsune-t. Scottal alkotott egy párt amíg az ötödik évad végén csatlakozik a bőrváltókhoz. |
| Malia Tate         | Shelley Hennig   | Csuha Bori         | prérifarkas. Azt hitték, hogy nyolc évvel ezelőtt meghalt egy autóbalesetben a húgával és örökbefogadó anyjával együtt. Ám valójában átalakult prérifarkassá és az erdőben élt tovább. A harmadik évadban tűnik fel, mikor Stilinski seriff újra előveszi az ügyét. Később kiderül hogy Peter Hale és a sivatagi farkas lánya, akit az ötödik évadban meg is keres. A negyedik évadtól Stiles-zal lesznek együtt az ötödik évad közepéig. Majd a 6. évadban Scott-tal (Tyler Posey) tápláltak egymás iránt gyengéd érzelmeket, végül egy pár is lettek. |
| Liam Dunbar        | Dylan Sprayberry | Czető Ádám         | Scott fiatalabb riválisa, dühkezelési problémákkal. Az élete megmentése érdekében Scottnak át kellett változtatnia. Idővel igaz tiszteletet kezd mutatni a mentora, Scott irányába. |
| Derek Hale         | Tyler Hoechlin   | Láng Balázs        | vérfarkas, amit genetikailag örökölt. A sorozat egyik leghányatottabb sorsú szereplője. Családját a Kate által okozott tűzben vesztette el. Nővérét Laurát a nagybátyjuk Peter ölte meg, hogy ő lehessen az új alfa. Húgát Corát pedig az alfa falka tartotta fogva, majd egy az ikrekkel való küzdelem során súlyosan megsérült, ezért Derek feláldozta az alfaságát, hogy megmentse őt. Dereknek nem csak a családjával történt tragédiákkal kellett megküzdenie, hanem a szerelmi életével is. Első szerelmét Paige-et ő maga ölte meg, mert Ennis harapása után nem változott át vérfarkassá, hanem nagy fájdalmak között haldoklott. Nem sokkal később ismerkedett meg Kate Argentel, de a nő csak kihasználta őt, hogy közelebb kerüljön a Hale családhoz. Ezután egészen a harmadik évadig nem esik szó Derek szerelmi életéről, amikor is összejön Jenniferrel, aki szintén kihasználja őt, az Alfa falka elleni harcához. A negyedik évadban Braedennel alkot egy párt, de kapcsolatuk kimenetele nem egyértelmű, mert bár mindketten feltűnnek a következő évadokban, sosem együtt és érdemi említést sem tesz senki sem a kapcsolatukról. Derek az első évadban Scott mentora. Azért tért vissza a városba, hogy kiderítse ki az új alfa. Mikor kiderül, hogy Peter az, megöli őt, hogy megbosszulja testvére halálát és ő lehessen az új alfa. A második évadban falkát toboroz magának, amihez olyan fiatalokat változtat át, akik a társadalom peremére szorultak. Elsőre Jacksont harapja meg, de látszólag ő nem változik át, majd Iseecet, akit ver az apja, harmadikra Ericat harapja meg, akit a többiek kirekesztenek az epilepsziájára szedett gyógyszere mellékhatásai miatt. Végül Boyde-ot, aki nem tudott beilleszkedni a normál középiskola világába. Derek Scottot is be akarja szervezni a saját falkájába, de később rájön, hogy Scott a saját falkájában nem béta vagy omega, hanem a vezető vagyis az alfa. Így ezzel a kísérletével felhagy, de továbbra is összefog Scottékkal. A második évad végén derül ki, hogy a gyors falkaalapítás a közelgő alfa falka miatt kellett. A harmadik évadban Derek megküzd az alfa falkával és Jenniferrel is, majd miután visszaváltozott bétává, azzal ténnyel is, hogy többé már nem alfa. A negyedik évadban Kate varázslata miatt fokozatosan elveszti a vérfarkas erejét, majd az utolsó részben teljesen átalakul. Az ötödik és hatodik évad első felében nem is szerepel, majd a hatodik évad második felében kiderül, hogy FBI körözi, ezért Stiles a segítségre siet, Így a fináléra közösen térnek vissza. |
| Melissa McCall     | Melissa Ponzio   | Udvarias Anna      | Scott anyja. Nővérként dolgozik a városi kórházban. Később rájön, hogy a fia Scott, vérfarkas. Eleinte nem szól hozzá, de aztán megbékül a tudattal és sokat segít Scott-nak. Őt is elrabolja Jennifer, hogy feláldozza. |
| Bobby Finstock     | Orny Adams       | Albert Gábor       | az iskolai lacrosse-csapat edzője. |
| Peter Hale         | Ian Bohen        | Varga Gábor        | Vérfarkas, Derek nagybátyja. Amikor leégett a Hale család háza, Peter egy időre megbénult. Miután felépült, megölte unokahúgát, Laura Hale-t, hogy ő lehessen az Alfa, és ezzel erősebb lehessen. Ő változtatja Scottot vérfarkassá. Megbosszulja családja meggyilkolását: sorban öli meg a tűzért felelősöket. Megharapja Lydiát, aki azonban nem változik át, mert immunis. Végül megöli Kate Argentet is, ezután pedig unokaöccse, Derek megöli Petert, ezzel pedig ő lesz az Alfa. Később Peter Lydia hallucinációiban tér vissza, majd arra használja a lányt, hogy segítsen neki feltámadni, ami végül sikerül is. Utána segít Dereknek és ő mondja meg, hogy mentheti meg Corát. |
| Cora Hale          | Adelaide Kane    | Bogdányi Titanilla | |
| Jordan Parrish     | Ryan Kelley      | Renácz Zoltán      | a Beacon Hills-i seriff-helyettes és Lydia önvédelmi tanára. A 4. évadban jelenik meg, mint rendőr. Később azonban kiderül, hogy a teste teljesen tűzálló és a Halállistán is rajta van a neve. Az 5. évadban tudatán kívül a Nemetonhoz viszi a kivégzett kimérákat. Végül Lydia rájön, hogy Parrish egy pokolkutya. A természetfeletti védelmezője és később a Szellemlovasok vadászkutyája. |
| Hayden Romero      | Victoria Moroles | Berkes Boglárka    | Liam egyik ellensége, még hatodikban egy verekedés során betörték egymás orrát. Ő is kiméra lesz. |
| Issac Lahey        | Daniel sharman   |                    | Derek őt harapja meg másodjára, de vele mégis elmélyültebb az Alfa-Béta kapcsolata, mint Jacksonnal. Apja bántalmazta. A harmadik évadban majdnem összejönnek Alisonnal, de a lány meghal és Isaac távozik az évad végén. |

## Mellékszereplők
- Jill Wagner mint Kate Argent: Allison nagynénje, Chris húga. Vérfarkasvadász. Ő állt a Hale család házának felgyújtása mögött. Párkapcsolatban volt Derek Hale-lel, csak azért, hogy elárulja őt, és megölje a családját. Később Peter Hale öli meg, ezzel bosszút állva a családja meggyilkolásáért. A harmadik évad végén kiderül, hogy nem halt meg hanem vérjaguárrá változott.
- Michael Hogan mint Gerard Argent: Allison nagyapja, vérfarkasvadász. Lánya, Kate Argent temetésére érkezik a városba, valamint fiának, Chrisnek is segít a vadászatban. Később kiderül, hogy meg akarja bosszulni lánya halálát, és meg akarja ölni az összes vérfarkast a városban. Megöli Mattet, a Kanima mesterét, hogy ő lehessen az új mester. Később kiderül, hogy rákos és hogy meggyógyuljon vérfarkassá kell válnia. Ezért megfenyegeti Scott-ot, ha nem segít neki akkor megöli az anyját. De Scott rájön hogy rákos, ezért kieszel egy tervet. Gerard megharaptatja magát Derekkel, de nem változik át Scott-nak köszönhetően. Viszont elmúlik a betegsége, ám helyette fekete vért köp.
- Eaddy Mays mint Victoria Argent: Allison anyja. Mikor rájön, hogy Scott és Allison még mindig találkozgatnak, megpróbálja megölni Scottot farkasölővel, de Derek megmenti a fiút, és megharapja Victoriát. Victoria, hogy ne váljon vérfarkassá, öngyilkosságra kényszerül, amiben végül férje, Chris segít neki.
- Seth Gilliam mint Dr. Deaton: állatorvos, Scott főnöke az állatklinikán. Az egyik legrejtélyesebb karakter a sorozatban, Stiles többször is gyanakszik rá, többször is felkerül a gyanúsítottak listájára. Később kiderül, hogy nem egyszerű orvos, hanem druida vagyis vérfarkasokkal és más természetfeletti lényekkel is foglalkozik, meggyógyítja őket, ha megsérültek. Korábban a Hale család küldötte volt. Az első évadokban állandó szereplő, de egy idő után rejtélyes utazásokra indul, de általában nem derül ki, hogy hová és miért is ment pontosan, mégis állandó segítője Scottnak és a falkájának. A harmadik évadban Jennifer elrabolja és majdnem sikerül megölnie, de Scott és Stilinski seriff megmentik. Ekkor tudjuk meg azt is, hogy van egy húga, aki az iskolában franciát tanít és a diákok tanácsadója is, nem mellesleg az Alfa-falka küldötte.
- Gage Golightly mint Erica Reyes: a Beacon Hills-i Középiskola tanulója, epilepsziában szenved. Derek vérfarkassá változtatja, miután megígéri neki, hogy a betegsége el fog múlni, végül az Alfa Falka fogságában meghal.
- Sinqua Walls mint Boyd: a Beacon Hills-i Középiskola tanulója. Derek őt is átváltoztatja, ezzel ő a falka harmadik tagja. Derek megöli akarata ellenére.
- Stephen Lunsford mint Matt Daehler: a Beacon Hills-i Középiskola tanulója. Tetszik neki Allison, és mivel szeret fényképezni, sok képet csinált a lányról. Később kiderül, hogy ő a Kanima mestere, ő irányítja, hogy bosszút álljon a 2006-os úszócsapaton, akik miatt majdnem vízbe fulladt évekkel ezelőtt. Végül Gerard Argent öli meg, hogy ő lehessen a Kanima új mestere.
- Adam Fristoe mint Adrian Harris: kémiatanár a Beacon Hills-i Középiskolában. Jennifer megöli.
- John Wesley Shipp mint Mr. Lahey: Isaac Lahey apja, fiát gyakran bántalmazta. Ő volt az edzője a 2006-os iskolai úszócsapatnak, ezért megöli a Kanima.

|  | Itt a vége a cselekmény részletezésének! |